# Cohete de Mohr
El cohete de Mohr fue un cohete sonda de combustible sólido desarrollado por el ingeniero Ernst Mohr a finales de los años 1950 por encargo de la Sociedad de Cohetería Alemana con fines meteorológicos.
Capaz de alcanzar 50 km de altura, el cohete podía alcanzar hasta 1200 m/s de velocidad. La carga útil iba en un dardo de 56 mm de diámetro por 1,25 m de largo.
El primer lanzamiento de un cohete de Mohr iba a tener lugar el 24 de agosto de 1957 desde Cuxhaven, pero fue cancelado debido al mal tiempo. El 8 de junio de 1958 se realizan los tres primeros intentos de lanzamiento de cohetes Mohr, dos de los cuales quedaron trabados en la rampa de lanzamiento, mientras que el vuelo del tercero fue inestable, cayendo cerca del lugar de lanzamiento. Mohr rediseñó su cohete, y el 13 de septiembre de 1958 se realizaron intentos de lanzamiento de prototipos, uno de los cuales falló, mientras que los otros dos fueron exitosos, llevando la carga (sin instrumentación) a 50 km de altura.

## Especificaciones
- Carga útil: 5 kg
- Apogeo: 50 km
- Empuje en despegue: 76 kN
- Masa total: 150 kg
- Diámetro: 0,3 m
- Longitud total: 2,95 m